# Договор за разлика
Договорът за разлика (CFD) е договор между две страни – трейдър и брокер за размяна на разликата в цената на даден актив към момента на сключване на договора (откриване на позиция) и неговата стойност в края на договора (затваряне на позиция).
CFD могат да се търгуват с акции, облигации, фючърси, стоки, индекси, валути и криптовалути.
CFD не са разрешени в редица страни, като САЩ. Тъй като собствеността върху CFD не е собственост върху актив, в някои страни, като Великобритания, не е нужно да плащате данък върху покупката или продажбата.

## История
CFD са създадени в Англия през 50-те години от хедж фондове, за да получат достъп до търговия с висок ливъридж. Първоначално CFD бяха достъпни само за институционалния инвеститор. Днес те са много популярен инструмент за търговия сред малките инвеститори по целия свят.

## Основен пример
Инвеститорът предполага, че акциите на компания N ще поскъпнат. Акциите на компанията са на стойност 100 долара. Инвеститорът има 1000$.
Вариант 1 (директен): той може да закупи 10 акции (1000$/100$)
Вариант 2 (CFD): брокерският ливъридж 1:10 ви позволява да правите сделки 10 пъти по-голям от вашия депозит, т.е. 10 000$  (1000$ * 10), което е равно на 100 акции.
Ако акция се покачи до 101$:
При вариант 1 инвеститорът ще получи печалба от 10$  (10 акции * 1$)
При вариант 2 инвеститорът ще получи печалба от 100$  (100 акции * 1$)
Ако акция се понижи до 99$:
При вариант 1 инвеститорът ще загуби 10$  (10 акции * 1$)
При вариант 2 инвеститорът ще загуби 100$  (100 акции * 1$)
Ако акции паднат до 90$:
При вариант 1 инвеститорът ще загуби 100$  от своите 1000$  и ще продължи да търгува
И при вариант 2 инвеститорът ще загуби всичките си 1000$. Ако цената на акцията падне под 90$, инвеститорът ще дължи на брокера.